# Laguna Azul (Torres del Paine)
La laguna Azul es un cuerpo de agua superficial ubicado en la comuna de Torres del Paine de la Provincia de Última Esperanza en la Región de Magallanes, Chile. Desagua en la cuenca del río Serrano.

## Ubicación y descripción
Una de las primeras europeas en explorar la zona fue Florence Dixie quien dejó su relato de la experiencia en el libro A través de la Patagonia:[cita requerida]
Después de una cansadora lucha de varias horas de duración atravesamos el último cinturón boscoso, equivocándonos y forcejeando por salir del lodo de un último turbal y después de una corta cabalgata a través de una llanura pastosa salpicada de arbustos que estaban literalmente azules con una profusión de bayas de calafate, nos encontramos en la costa de una espléndida extensión de agua.
La vista justificó todas nuestras dificultades. El lago que tenía dos o tres millas de ancho, estaba rodeado por altos cerros, cubiertos con una espesa vegetación, que crecía hasta cerca de la orilla del agua". "Más atrás de los cerros se elevan los tres picachos rojizos y la Cordillera. Sus blancos glaciares, con las altas nubes posadas sobre ellos, se reflejaban en maravillosa perfección en el lago inmóvil, cuyas aguas cristalinas eran del más extraordinario azul brillante que nunca había visto. Alrededor del lago se extendía una angosta faja de arena blanca y exactamente en su centro había una pequeña isla verde con un manojo de robles creciendo en ella.

## Hidrografía
La laguna pertenece a la cuenca del río Paine que conduce sus aguas al lago del Toro. Sus aguas no tienen la lechosidad creada por el deshielo y se alimenta a través de dos tributarios pequeños del norte y es una laguna oligotrófica fértil.: 41 

## Población, economía y ecología
Esta laguna no aparece bajo ese nombre en el inventario público de lagos de la Dirección General de Aguas.